# Garcie Peaks
Die Garcie Peaks sind eine Gruppe dreier bis zu 960 m hoher Berge im Palmerland auf der Antarktischen Halbinsel. Sie ragen 8 km südöstlich des Mount Leo an der Südflanke des Fleming-Gletschers auf.
Der Falkland Islands Dependencies Survey nahm im Dezember 1958 Vermessungen vor. Das UK Antarctic Place-Names Committee benannte sie am 31. August 1962 nach dem französischen Seefahrer und Kartografen Pierre Garcie-Ferrande (1430–1502), dessen Werk Le grand routier et pilotage von 1483 das erste Handbuch zur Navigation mit Abbildungen zur Küstenerkennung ist.